# Фермата 2020
На 5 септември 2020 г. стартира шестият сезон на „Фермата“ по bTV. Водещи за шести поред път са Иван Христов и Андрей Арнаудов. Стопанин на „Фермата“ е Андрей Иванов. Снимките на шестия сезон се реализират в гората над планинското село Железница (област София). Сезонът преминава под мотото „Фермата: Пътят на една мечта“. Каузата е да се спаси изчезващата българска порода каракачанска овца.
Участниците са 21. Наградата за победителя е 100 000 лева.
Епизодите се излъчват от понеделник до петък от 21:00 до 22:30 часа, а всяка събота има елиминационен дуел.

## Схема на сезона
| №  | Фермер на седмицата Имунитет | Имунитет от ратайство Тест по история           | Ратаи           | Седмичен въпрос | Участие на търг           | Имунитет от дуел Битка | Елиминационен дуел    | Победител | Отпаднал | Други събития                 |
| 1  | Илиан К. Съветник: Ангел     | Митко и Надежда                                 | Асен и Антония  | Залог: -50 лв.  | Борислав, Калоян, Надежда | Илиян С.               | Асен с/у Митко        | Митко     | —        | Напуснал участник: Габриела • |
| 2  | Милена Съветник: Йордан      | Борислав, Калоян, Митко, Даяна, Жанета, Надежда | Ангел и Дана    | Залог: -50 лв.  | Асен, Петър, Дана         | Йордан                 | Илиян С. с/у Борислав | Борислав  | Илиян С. | —                             |
| 3  | Борислав Съветник: Илиан К.  | Калоян, Митко, Даяна, Мария                     | Ангел и Жанета  | Залог: -50 лв.  | Митко, Стоян, Дана        | Даяна                  | Жанета с/у Дана       | Дана      | Жанета   | Напуснал участник: Мирослав • |
| 4  | Калоян Съветник: Петър       | Йордан, Митко, Дана, Даяна                      | Асен и Милена   | Залог: +60 лв.  | Йордан, Антония, Мария    | Надежда                | Милена с/у Антония    | Антония   | Милена   | —                             |
| 5  | Антония Съветник: Калоян     | Митко и Даяна                                   | Асен и Полина   | Залог: -64 лв.  | Илиан К., Митко, Надежда  | Борислав               | Асен с/у Петър        | Петър     | Асен     | —                             |
| 6  | Петър Съветник: Калоян       | Митко и Надежда                                 | Ангел и Мария   | Залог: -76 лв.  | Ангел, Ваня, Полина       | Мария                  | Полина с/у Антония    | Полина    | Антония  | —                             |
| 7  | Полина Съветник: Йордан      | Митко и Надежда                                 | Петър и Ваня    | Залог: +60 лв.  | Ангел, Митко, Даяна       | Надежда                | Ваня с/у Дана         | Ваня      | Дана     | —                             |
| 8  | Надежда Съветник: Митко      | Йордан, Стоян, Ваня, Даяна                      | Калоян и Полина | Залог: +35 лв.  | Борислав, Илиан К., Стоян | Даяна                  | Полина с/у Ваня       | Ваня      | Полина   | Втори шанс: Милена •          |
| 9  | Ваня Съветник: Петър         | Илиан К., Йордан, Митко, Стоян, Даяна, Надежда  | Ангел и Милена  | Залог: -30 лв.  | —                         | Йордан                 | Ангел с/у Калоян      | Калоян    | Ангел    | —                             |
| 10 | Калоян Съветник: Петър       | Митко, Даяна, Мария                             | Стоян и Милена  | Залог: -55 лв.  | Петър, Мария, Надежда     | Борислав               | Стоян с/у Илиан К.    | Стоян     | Илиан К. | —                             |
| 11 | Мария Съветник: Калоян       | Йордан, Митко, Ваня                             | Стоян и Даяна   | Залог: -31 лв.  | Борислав, Калоян, Ваня    | Борислав               | Стоян с/у Митко       | Стоян     | Митко    | —                             |
| 12 | Надежда Съветник: Калоян     | Йордан и Даяна                                  | Стоян и Милена  | Залог: +11 лв.  | Борислав, Йордан, Петър   | Даяна                  | Милена с/у Ваня       | Ваня      | Милена   | —                             |
| 13 | Йордан Съветник: Ваня        | Калоян                                          | Петър и Даяна   | Залог: +48 лв.  | Калоян, Стоян, Даяна      | Ваня                   | Даяна с/у Надежда     | Надежда   | Даяна    | —                             |

### Последна седмица
| Елиминационен дуел | Победител | Отпаднал |
| Мария с/у Ваня     | Ваня      | Мария    |
| Йордан с/у Стоян   | Стоян     | Йордан   |
| Борислав с/у Петър | Борислав  | Петър    |
| Калоян с/у Стоян   | Калоян    | Стоян    |

Четирима участници се класират за финала на „Фермата: Пътят на една мечта“ – Ваня Илиева, Надежда Дочева, Борислав Стефанов, Калоян Донков.

### Финал
| Участник          | Финални Битки | Финални Битки | Финални Битки | Финални Битки | Фермерски Съвет | Зрителски Вот | Общо Точки | Финал          |
| Ваня Илиева       | 0             | 20            | 20            | 10            | 20 т.           | 48 %          | 118        | 🥇 Първо място |
| Калоян Донков     | 20            | 15            | 0             | 0             | 15 т.           | 38 %          | 88         | 🥈 Второ място |
| Борислав Стефанов | 15            | 10            | 15            | 20            | 10 т.           | 13 %          | 83         | 🥉 Трето място |
| Надежда Дочева    | 10            | 0             | 10            | 15            | 0 т.            | 1 %           | 36         | Четвърто място |

Три компонента определят победителя във „Фермата: Пътят на една мечта“: Четири финални битки; Фермерски съвет; Зрителски вот.
Финалистът събрал най-много точки в края е победител във „Фермата“ 6.
- Финални битки: Всяка битка, първо място носи 20 точки, второ 15 точки, трето 10 точки и четвърто 0 точки.
- Битка №1: Трасето на фермата – Калоян Донков
- Битка №2: Яйца и лабиринт – Ваня Илиева
- Битка №3: Стрелба с лък – Ваня Илиева
- Битка №4: Висене на греда – Борислав Стефанов
- Фермерски съвет: Гласуване на участници и стопани от всички шест сезона на предаването. За 1 място – 20 т.; 2 място – 15 т.; 3 място – 10 т.; 4 място – 0 т. – Ваня Илиева
- Зрителски вот: Разпределят се общо 100 точки между четиримата финалисти, като 1 % = 1 точка от зрителската подкрепа. – Ваня Илиева

Победителят от шести сезон е Ваня Илиева, която печели със 118 точки, втори е Калоян Донков с 88 т. следван от Борислав Стефанов с 83 т. и Надежда Дочева с 36 т.

### Участници
- Финално класиране:
- 1. Ваня Илиева (36) (победител)
- 2. Калоян Донков (28)
- 3. Борислав Стефанов (35)
- 4. Надежда Дочева (41)
- 5. Стоян Маджаров (34)
- 6. Петър Петров (29, пилот)
- 7. Йордан Белев (40, илюзионист)
- 8. Мария Георгиева (39)
- 9. Даяна Ханджиева (27, актриса)
- 10. Милена Станджикова (41) •(спечелен втори шанс след три битки с/у Дана, Жанета, Антония)
- 11. Митко Манолев (48)
- 12. Илиан Кустев (43, шеф готвач)
- 13. Ангел Тенев (41)
- 14. Полина Хубавенска (29, певица)
- 15. Дана Русева (26)
- 16. Антония Сандова (28)
- 17. Асен Илиев (39)
- 18. Жанета Осипова (27, модел)
- 19. Мирослав Трайчевски (28) •(напуснал участие поради контузия)
- 20. Илиян Стефанов (30)
- 21. Габриела Мартинова (31) •(напуснала участие поради контузия)